# Великоозерянська сільська рада
Вели́коозеря́нська сільська́ ра́да — орган місцевого самоврядування в Дубровицькому районі Рівненської області. Адміністративний центр — село Великі Озера.

## Загальні відомості
- Великоозерянська сільська рада утворена в 1946 році.
- Територія ради: 200,609 км²
- Населення ради: 1 202 особи (станом на 2001 рік)

## Населені пункти
Сільській раді підпорядковані населені пункти:
- с. Великі Озера
- с. Великий Черемель
- с. Різки
- с. Шахи

## Населення
Станом на 1 січня 2011 року населення сільської ради становило 1071 особа. У 2017 році населення сільської ради становило 1119 осіб.
Згідно з переписом УРСР 1989 року чисельність наявного населення сільської ради становила 2484 особи, з яких 1238 чоловіків та 1246 жінок.
За переписом населення України 2001 року в сільській раді мешкала 1201 особа.

### Мова
Розподіл населення за рідною мовою за даними перепису 2001 року:
| Мова       | Відсоток |
| ---------- | -------- |
| українська | 99,67 %  |
| російська  | 0,33 %   |

### Вікова і статева структура
Структура жителів сільської ради за віком і статтю (станом на 2011 рік):
| Вік   | Чоловіків | Жінок | Разом |
| ----- | --------- | ----- | ----- |
| 0-17  | 176       | 133   | 309   |
| 18-39 | 200       | 143   | 343   |
| 40-59 | 121       | 100   | 221   |
| 60+   | 80        | 118   | 198   |
| Разом | 577       | 494   | 1071  |

### Соціально-економічні показники
| Працездатне населення | Працездатне населення | Працездатне населення | Працездатне населення | Працездатне населення | Працездатне населення | Непрацездатне населення | Непрацездатне населення | Непрацездатне населення | Непрацездатне населення | Непрацездатне населення | Непрацездатне населення | Все населення |
| Чоловіки              | Чоловіки              | Жінки                 | Жінки                 | Разом                 | Разом                 | Чоловіки                | Чоловіки                | Жінки                   | Жінки                   | Разом                   | Разом                   | 1071          |
| ос.                   | %                     | ос.                   | %                     | ос.                   | %                     | ос.                     | %                       | ос.                     | %                       | ос.                     | %                       | 1071          |
| --------------------- | --------------------- | --------------------- | --------------------- | --------------------- | --------------------- | ----------------------- | ----------------------- | ----------------------- | ----------------------- | ----------------------- | ----------------------- | ------------- |
| 322                   | 30                    | 229                   | 21                    | 551                   | 51                    | 79                      | 7                       | 142                     | 13                      | 221                     | 21                      | 1071          |

| Зайняті  | Зайняті  | Зайняті | Зайняті | Зайняті | Зайняті | Безробітні | Безробітні | Безробітні | Безробітні | Безробітні | Безробітні | Все населення |
| Чоловіки | Чоловіки | Жінки   | Жінки   | Разом   | Разом   | Чоловіки   | Чоловіки   | Жінки      | Жінки      | Разом      | Разом      | 1071          |
| ос.      | %        | ос.     | %       | ос.     | %       | ос.        | %          | ос.        | %          | ос.        | %          | 1071          |
| -------- | -------- | ------- | ------- | ------- | ------- | ---------- | ---------- | ---------- | ---------- | ---------- | ---------- | ------------- |
| 67       | 8        | 53      | 7       | 120     | 15      | 182        | 23         | 120        | 15         | 302        | 37         | 1071          |

| Дорослі | Діти | Пенсіонери | Інваліди Німецько-радянської війни | Учасники бойових дій | Інваліди всіх груп і категорій | Люди, які обслуговуються служб. соц. допом. на дому | Неповні сім'ї | Діти з неповних сімей | Багатодітні сім'ї | Діти з багатодітних сімей | Діти-інваліди | Діти-сироти | Одинокі багатодітні матері |
| ------- | ---- | ---------- | ---------------------------------- | -------------------- | ------------------------------ | --------------------------------------------------- | ------------- | --------------------- | ----------------- | ------------------------- | ------------- | ----------- | -------------------------- |
| 786     | 322  | 339        | 2                                  | 5                    | 47                             | 29                                                  | 10            | 17                    | 46                | 160                       | 7             | 13          | 1                          |

## Вибори
Станом на 2011 рік кількість виборців становила 753 особи.

## Склад ради
Рада складається з 16 депутатів та голови.
- Голова ради: Рябий Михайло Миколайович
- Секретар ради: Котяй Марія Дмитрівна

### Керівний склад попередніх скликань
| Прізвище, ім'я, по батькові | Основні відомості                                                         | Дата обрання | Дата звільнення |
| --------------------------- | ------------------------------------------------------------------------- | ------------ | --------------- |
| Рябий Михайло Миколайович   | Сільський голова, 1946 року народження, освіта вища, безпартійний         | 26.03.2006   | 31.10.2010      |
| Рябий Михайло Миколайович   | Сільський голова, 1946 року народження, освіта вища, член Народної партії | 31.10.2010   |                 |

Примітка: таблиця складена за даними сайту Верховної Ради України